# Torneo Uncaf Sub-19 de 2022
El Torneo Sub-19 Uncaf Fifa Forward fue un torneo que reunió a 7 países centroamericanos, y como invitado especial a Puerto Rico, con sede en Belice. El torneo se disputó se disputó entre el 24 de abril de 2022 y el 30 de abril de 2022.

## Sistema de juego
El torneo se dividió en dos grupos, con 8 selecciones participantes, en el que la selección con más puntos entre el grupo A y B, clasificaban a la final.
Para la definición entre los puestos de tercer y cuarto lugar, las selecciones que obtuvieron el 2° puesto de la fase de grupos se enfrentaban a un partido único.

## Equipos participantes
| Equipos participantes | Equipos participantes | Equipos participantes | Equipos participantes |
| --------------------- | --------------------- | --------------------- | --------------------- |
| Costa Rica            | Puerto Rico           | Guatemala             | Panamá                |
| El Salvador           | Honduras              | Nicaragua             | Belice                |

## Lista de árbitros
El organizador UNCAF dio la lista de los árbitros convocados a la competición.

### Árbitros
- Efren Guy
- Pablo Camacho
- Anthony Montero
- Waldir García
- Christofer Corado
- José Fuentes
- Julio Guity
- Yonathan Peinado
- Félix Mujica
- José Carrasco

### Árbitros asistentes
- Juan Colindres
- Danny Sojo
- Carlos Vargas
- Emilio Villalta
- Axel Pérez
- Luis Paz
- José Nahun Arauz
- Daniel Martínez
- Alfredo Chávez
- Jorginho Vásquez

## Fase de grupos

### Grupo A
| Selección   | Pts. | PJ | PG | PE | PP | GF | GC |
| ----------- | ---- | -- | -- | -- | -- | -- | -- |
| El Salvador | 9    | 3  | 3  | 0  | 0  | 8  | 1  |
| Nicaragua   | 4    | 3  | 1  | 1  | 1  | 4  | 3  |
| Honduras    | 4    | 3  | 1  | 0  | 2  | 2  | 4  |
| Belice      | 1    | 3  | 0  | 1  | 2  | 3  | 9  |

| 24 de abril | Honduras | 0:2 | El Salvador                              | FFB Field, Belmopán          |                              |
|             |          |     | Hamilton Benítez 11' · Harold Osorio 90' | Árbitro(s): Jonathan Peinado | Árbitro(s): Jonathan Peinado |

| 24 de abril | Belice                                       | 2:2 | Nicaragua              | FFB Field, Belmopán       |                           |
|             | Daijon Daniels 15' · Eldon Reneau 84' (pen.) |     | Darwin Corrales 3' 53' | Árbitro(s): Pablo Camacho | Árbitro(s): Pablo Camacho |

| 26 de abril | Nicaragua                      | 2:1 | Honduras              | FFB Field, Belmopán         |                             |
|             | Widman Talavera 88' 74' (pen.) |     | Miguel Carrasco 90+3' | Árbitro(s): Anthony Montero | Árbitro(s): Anthony Montero |

| 26 de abril | Belice           | 1:5 | El Salvador                                                                                              | FFB Field, Belmopán      |                          |
|             | Eldon Reneau 67' |     | Mauricio Cerritos 17' · Ronald Arévalo 25' · Hamilton Benítez 32' · Isaac Esquivel 60' · Mayer Gil 90+2' | Árbitro(s): José Fuentes | Árbitro(s): José Fuentes |

| 28 de abril | El Salvador       | 1:0 | Honduras | FFB Field, Belmopán       |                           |
|             | César Orellana 7' |     |          | Árbitro(s): José Carrasco | Árbitro(s): José Carrasco |

| 28 de abril | Belice | 0:2 | Honduras                                 |                              |                              |
|             |        |     | Jafet Núñez 16' · Yeison Contreras 90+2' | Árbitro(s): Cristofer Corado | Árbitro(s): Cristofer Corado |

### Grupo B
| Selección   | Pts. | PJ | PG | PE | PP | GF | GC |
| ----------- | ---- | -- | -- | -- | -- | -- | -- |
| Costa Rica  | 5    | 3  | 1  | 2  | 0  | 5  | 2  |
| Panamá      | 5    | 3  | 1  | 2  | 0  | 6  | 4  |
| Guatemala   | 4    | 3  | 1  | 1  | 1  | 5  | 5  |
| Puerto Rico | 1    | 3  | 0  | 1  | 2  | 5  | 10 |

| 24 de abril | Panamá | 0:0 | Costa Rica | Isidoro Beaton Stadium, Belmopán |  |
|             |        |     |            | Árbitro(s): Julio Guity          |  |

| 24 de abril | Guatemala                                                         | 3:1 | Puerto Rico  | Isidoro Beaton Stadium, Belmopán |                          |
|             | Mathius Gaitán 17' (pen.) · Jeffrey Bantes 74' · Rudy Muñoz 90+2' |     | Ian Silva ?' | Árbitro(s): Félix Mujica         | Árbitro(s): Félix Mujica |

| 26 de abril | Puerto Rico                                 | 3:3 | Panamá                                                     | Isidoro Beaton Stadium, Belmopán |                       |
|             | Jeremy de León 9' 86' · Wilfredo Rivera 12' |     | Rafael Mosquera 45' · Rodolfo Vega 71' · Edward Cedeño 83' | Árbitro(s): Efren Guy            | Árbitro(s): Efren Guy |

| 26 de abril | Costa Rica           | 1:1 | Guatemala          | Isidoro Beaton Stadium, Belmopán |                           |
|             | Doryan Rodríguez 10' |     | Jeffrey Bantes 80' | Árbitro(s): Waldir García        | Árbitro(s): Waldir García |

| 28 de abril | Costa Rica                                                             | 4:1 | Puerto Rico         | Isidoro Beaton Stadium, Belmopán |                              |
|             | Shawn Johnson 14' · Ryan Cane 22' · Andrey Soto 74' · Berny Segura 87' |     | Wilfredo Rivera 62' | Árbitro(s): Jonathan Peinado     | Árbitro(s): Jonathan Peinado |

| 28 de abril | Guatemala          | 1:3 | Panamá                                                                        | Isidoro Beaton Stadium, Belmopán |                         |
|             | Jeffrey Bantes 84' |     | Leonel Tejada 45+4' (pen.) · Mathius Gaitán 90+1' (o.g) · Rodrigo Tello 90+6' | Árbitro(s): Julio Guity          | Árbitro(s): Julio Guity |

## Fase final

### Séptima posición
| 30 de abril | Belice           | 1:2 | Puerto Rico                               | Isidoro Beaton Stadium, Belmopán |                                |
|             | Kevin Higinio 9' |     | Jeremy de León 22' · Jan Carlos Mateo 74' | Árbitro(s): Cristofer Coronado   | Árbitro(s): Cristofer Coronado |

### Quinta posición
| 30 de abril | Guatemala                                                                         | 0:0 (4:5 p.)               | Honduras                                                                       | Isidoro Beaton Stadium, Belmopán |  |
|             |                                                                                   |                            |                                                                                | Árbitro(s): Pablo Camacho        |  |
|             |                                                                                   | Tiros desde el punto penal |                                                                                |                                  |  |
|             | Mathius Gaitán · Jeffrey Bantes · Jonathan Franco · Iván Arana · Randall Coronado |                            | Jeyson Contreras · Aarón Zúñiga · Kolton Kelly · Jafet Núñez · Miguel Carrasco |                                  |  |

### Tercera posición
| 30 de abril | Panamá                                                                     | 3:3 (4:2 p.)               | Nicaragua                                                              | FFB Field, Belmopán       |                           |
|             | Ricardo Gorday 16' 57' (pen.) · Dylan Pineda 74' (o.g)                     |                            | Keylon Batiz 37' · Cristian Herrera 45+1' · Widman Talavera 68' (pen.) | Árbitro(s): Waldir García | Árbitro(s): Waldir García |
|             |                                                                            | Tiros desde el punto penal |                                                                        |                           |                           |
|             | Rodolfo Vega · Edward Cedeño · Christian Ruíz · Omar Olba · Ricardo Gorday |                            | Fredman Kirklan · Oscar Soto · Christian Herrera · Osmin Salinas       |                           |                           |

### Final
| 30 de abril | El Salvador                                            | 4:5 | Costa Rica                                                        | FFB Field, Belmopán      |                          |
|             | Mayer Gil 30' · Andrés Rivas 37' 53' · Daniel Cruz 47' |     | Fabián Arroyo 20' · Josimar Alcócer 55' 81' · Andrey Soto 61' 90' | Árbitro(s): Félix Mojica | Árbitro(s): Félix Mojica |

|                                |
| Bandera de Costa Rica          |
| Campeón Costa Rica 1.er título |

## Cobertura
| Región / País  | Cadena (s) |
| -------------- | ---------- |
| América Latina | FIFA+      |